# Parabola del banchetto di nozze

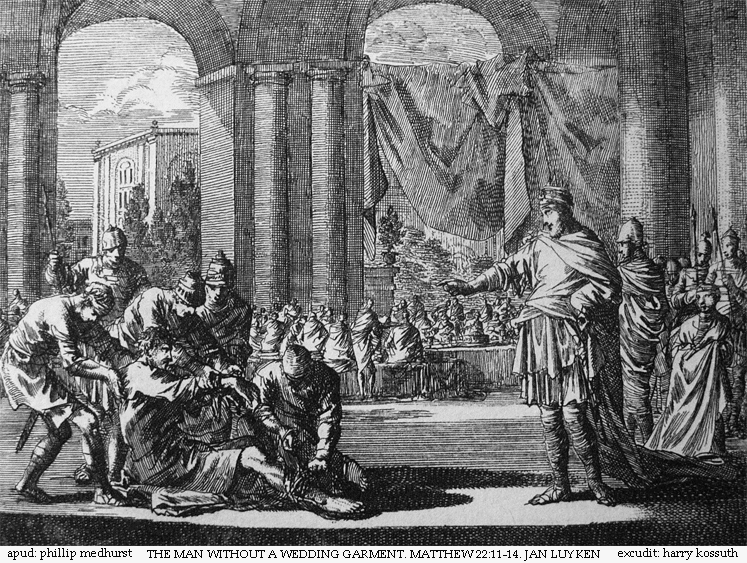
La parabola in una illustrazione di Jan Luyken

La parabola del banchetto di nozze è una parabola di Gesù raccontata nel Vangelo secondo Matteo (22,1-14), nel Vangelo secondo Luca (14,16-24) e nell'apocrifo Vangelo di Tommaso (64).
Potrebbe essere chiamata anche:
- Parabola dello sposalizio del figlio del re
- Parabola del grande banchetto

È una parabola nella quale Gesù illustra le caratteristiche del Regno dei Cieli.

## Racconto della parabola
Allora il re si indignò e, mandate le sue truppe, uccise quegli assassini e diede alle fiamme la loro città. Poi disse ai suoi servi: Il banchetto nuziale è pronto, ma gli invitati non ne erano degni; andate ora ai crocicchi delle strade e tutti quelli che troverete, chiamateli alle nozze. Usciti nelle strade, quei servi raccolsero quanti ne trovarono, buoni e cattivi, e la sala si riempì di commensali.

(Vangelo di Tommaso, 64)

## Differenze tra le varie redazioni della parabola
Matteo colloca la parabola nella discussione accesa tra Gesù ed i capi del popolo ebraico poco prima della passione di Gesù; Luca invece la mette in un contesto di maggior dialogo tra Gesù ed i farisei.
In Matteo gli invitati alle nozze, non solo rifiutano l'invito, ma anche insultano ed uccidono i servi del re e a loro volta vengono uccisi dal re. Luca parla semplicemente di un rifiuto dell'invito senza ulteriori conseguenze.
Per Matteo la parabola illustra le caratteristiche del Regno dei Cieli, mentre per Luca non c'è nessun riferimento al regno.
Il Vangelo di Tommaso, essendo semplicemente una raccolta di frasi di Gesù, non contestualizza la parabola.